# Liu Yang (ginasta)
Liu Yang (chinês tradicional: 劉洋, chinês simplificado: 刘洋, pinyin: Liú Yáng; Anshan, 10 de setembro de 1994) é um ginasta chinês campeão olímpico e mundial nas argolas. 

## Vida pessoal
Começou na ginástica aos cinco anos de idade e aos dez anos foi selecionado para uma equipe profissional.

## Carreira
Em 2012, com 18 anos de idade, foi selecionado para a equipe nacional de ginástica da China e venceu o Campeonato Nacional de Ginástica no mesmo ano. 
Em 2013, foi vice-campeão nas argolas na etapa de Cottbus da Copa do Mundo. No Campeonato Mundial de Ginástica Artística de 2013 onde foi sua estreia em mundiais, ele chegou na final das argolas e terminou na 4.ª colocação.
No Campeonato Mundial de 2014 ele ganhou a medalha de ouro com a equipe e nas argolas.
Em 2015, no Campeonato Mundial de Ginástica Artística de 2015, em Glasgow, conquistou o bronze nas Argolas.

Em 2016, conquistou a medalha de bronze na prova por equipes dos Jogos Olímpicos de 2016 e devido a dois grandes erros acabou ficando em 4° lugar nas argolas, o que acabou gerando uma certa "condenação" na internet devido ao resultado num aparelho onde até então a China era tradição.
"Não chorei porque não havia nada do que me arrepender. Não competi bem, então chorei demais! Se eu estiver sozinho Ok, então talvez eu possa chorar." disse Liu Yang sobre o seu resultado.
Liu Yang também participou no Campeonato Mundial de Ginástica Artística de 2017, em Montreal, onde conseguiu outra medalha de bronze nas argolas.
Em 2018 e 2019, Liu participou apenas de etapas da Copa do Mundo de Ginástica Artística, onde ele conquistou o ouro nas argolas em todas as competições em que participou.
 

Em 2021, obteve finalmente a tão sonhada medalha de ouro nas argolas nos Jogos Olímpicos de Verão de 2020 conseguindo assim juntar os títulos de campeão mundial e olímpico nesse aparelho, além também, de superar a frustração da derrota nas Olímpiadas de 2016. 
“Meu objetivo desde criança é ser campeão olímpico. Pratico há 20 anos e particularmente estava ansioso pelo campeonato. Devido à lesões e outros fatores, houve momentos em que quis desistir, mas no final eu persisti e consegui um final de sucesso para mim mesmo."
Em 3 de outubro de 2023, competiu pelo time chinês que ganhou a prata por equipes no Mundial na Antuérpia. Quatro dias depois, foi novamente campeão das argolas no mesmo evento.